# Municipio de Chinantla
El municipio de Chinantla es uno de los 217 municipios en que se encuentra dividido el estado mexicano de Puebla. Situado en su zona centro-sur, su cabecera es la población de Chinantla. Posiblemente origen del traje de China Poblana.

## Geografía
El municipio de Chinantla se encuentra localizado en el centor-sur del estado, forma parte de la región de la mixteca poblana. Tiene una extensión territorial total de 88.777 kilómetros cuadrados que equivalen al 0.26% del territorio total del estado.
Sus coordenadas geográficas extremas son 18° 11' - 18° 17' de latitud norte y 98° 12' - 98° 22' de longitud oeste, su altitud va de 1 100 a 1 500 metros sobre el nivel del mar.
Limita al norte con el municipio de Tehuitzingo, al este con el municipio de Ahuehuetitla, al sur con el municipio de Piaxtla y al oeste con el municipio de Axutla.

## Demografía
De acuerdo al último censo realizado; el municipio tiene una población de 2264 habitantes, repartidos entre las 13 comunidades que lo conforman.